# Ben Bernie
Ben Bernie (30 de mayo de 1891 – 20 de octubre de 1943) fue un violinista de jazz, líder de banda, actor y presentador radiofónico de nacionalidad estadounidense, reconocido en ocasiones como "The Old Maestro" (El Viejo Maestro). Se distinguía por su teatralidad y por sus memorables diálogos.

## Biografía
Su verdadero nombre era Bernard Anzelevitz, y nació en Bayonne, Nueva Jersey. En sus inicios actuó en el vodevil, formando con Phil Baker el dúo Baker and Bernie, pero no obtuvo un cierto éxito hasta 1922, cuando formó su primera orquesta bajo el nombre de "Ben Bernie and All the Lads" (Ben Bernie y Todos sus Muchachos), agrupación que se puede ver en un corto sonoro rodado por el método Phonofilm, Ben Bernie and All the Lads (1924–25), y en el cual actuaba el pianista Oscar Levant. Además, en esa época hizo giras con Maurice Chevalier y actuó en Europa.
La orquesta de Bernie hizo grabaciones en los años 1920 y 1930, lanzando discos con los sellos Vocalion Records (1922–25), Brunswick Records (1925–33), Columbia Records (1933), Decca Records (1936), y ARC (Vocalion y OKeh) (1939–40). En 1923, Bernie y la Hotel Roosevelt Orchestra grabaron Who's Sorry Now? (Ahora... Quién Se Arrepiente?), y en 1925 hicieron la primera grabación de Sweet Georgia Brown. Bernie fue uno de los compositores de este tema de jazz, que más adelante pasaría a ser el tema musical de los Harlem Globetrotters. 
Sus shows musicales radiofónicos de los años 1930, habitualmente titulados Ben Bernie, The Old Maestro, tuvieron un gran éxito, con audiencias que los colocaban entre los diez programas más escuchados. Él ya podía escucharse en la radio a partir de 1923, teniendo un programa emitido por WJZ a través de la Cadena Azul de la NBC en 1930-31, bajo el patrocinio de Mennen. Tras un período en 1931-32 con CBS bajo el patrocinio de Blue Ribbon Malt (que tiempo después se fusionaría con la cervecera Pabst), trabajó en la Cadena Roja de la NBC desde 1932 a 1935, también con Pabst. Su presentador en esa época era el locutor Jimmy Wallington.
Volvió a la Blue Network entre 1935 y 1937, siendo su patrocinador American Can Company. Volvió a la CBS en 1938, esta vez con U.S. Rubber como auspiciador. Para Half-&-Half Tobacco hizo un concurso musical en la CBS desde 1938 a 1940. Entre 1940 y 1941, Bromo-Seltzer fue su patrocinador en la Blue Network. Wrigley Company fue patrocinador de The Ben Bernie War Workers' Program en 1941–1943 (programa destinado a quienes trabajaban en las industrias de defensa durante la Segunda Guerra Mundial). Además, Bernie fue artista invitado en otros programas de radio, y actuó en los largometrajes Shoot the Works (1934) y Stolen Harmony (1935).
Su tema musical era "It's a Lonesome Old Town", y utilizó la muletilla "yowsah, yowsah, yowsah", básicamente "Yes sir" con una pronunciación afectada. Entre los locutores-presentadores-maestros de ceremonias con los que Bernie trabajó en sus programas figuraban Harlow Wilcox, Harry von Zell y Bob Brown. Bernie colaboró en sus shows con diferentes artistas, destacando de entre ellos Lew Lehr, Fuzzy Knight, Buddy Clark, Little Jackie Heller, Scrappy Lambert, Pat Kennedy, Jane Pickens Langley, Dinah Shore y Mary Small.
A fin de aumentar la audiencia, Walter Winchell y Bernie, que eran Buenos amigos, escenificaron una falsa rivalidad, similar al conflicto cómico existente entre Jack Benny y Fred Allen. Este situación, mutuamente beneficiosa, se utilizó en sus actuaciones radiofónicas y continuó en dos filmes en los cuales se interpretaron a sí mismos: Wake Up and Live (1937) y Love and Hisses (1937). Ellos también fueron caricaturizados en los cortos de animación de Warner Bros. The Woods Are Full Of Cuckoos (1937) y The Coo-Coo Nut Grove (1936).
Ben Bernie era francmasón, miembro de la Logia Keystone n.º 235, en Nueva York. Falleció a causa de una embolia pulmonar en 1943, en Hollywood, California. Tenía 52 años de edad. Fue enterrado en el Cementerio Mount Hebron, en Nueva York.

## Discografía seleccionada
| Título                                                             | Artista (s)               | Lanzamiento              | Observación                    |
| ------------------------------------------------------------------ | ------------------------- | ------------------------ | ------------------------------ |
| Sweet Georgia Brown                                                | Ben Bernie & All The Lads | 1925                     | #1 por 5 semanas               |
| Sleepy Time Gal                                                    | Ben Bernie & All The Lads | 1926                     | #1 por 4 semanas               |
| Ain't She Sweet                                                    | Ben Bernie & All The Lads | 1927                     | #1 por 4 semanas               |
| Marching Along Together (Marchando Juntos)                         | Ben Bernie & All The Lads | 21 de agosto de 1933     | Columbia 2804-D, mx.W-152461-2 |

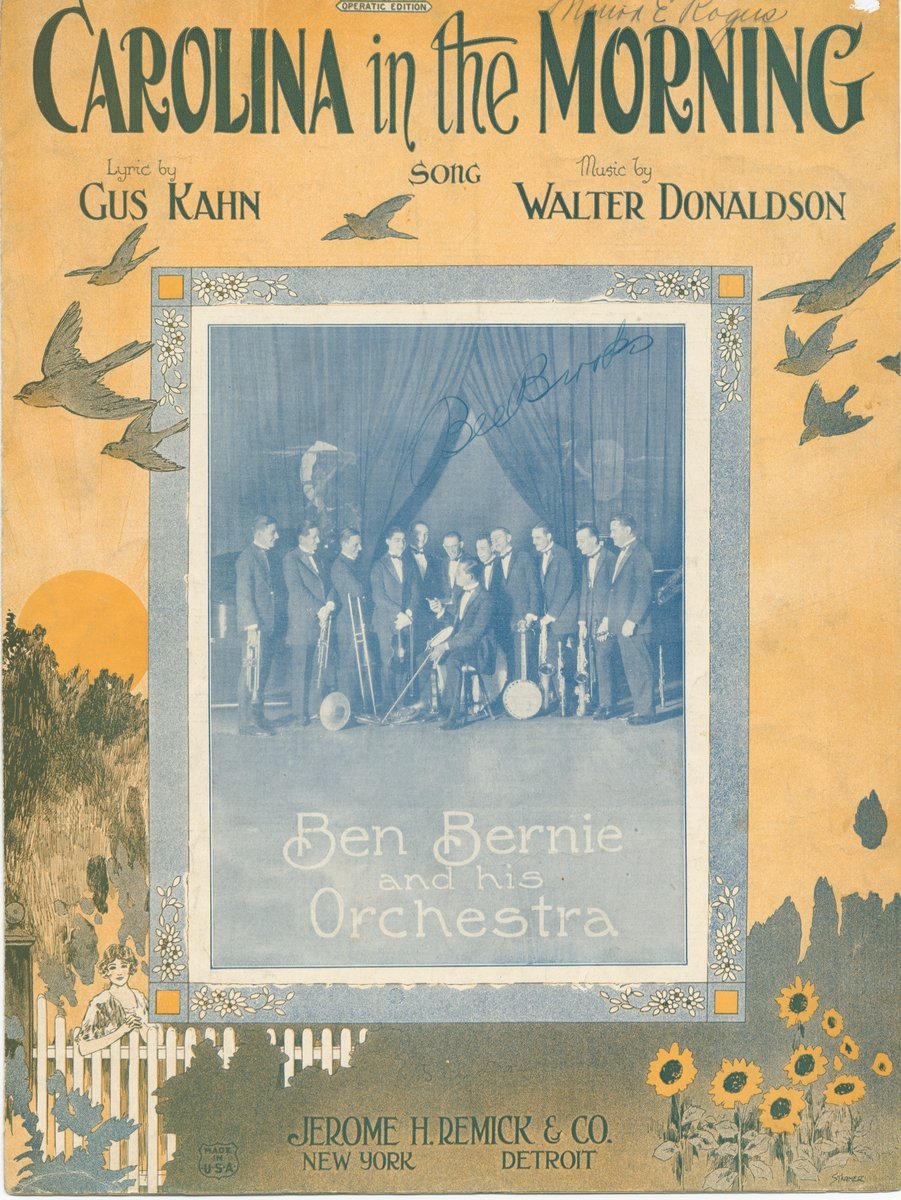
Ben Bernie y su orquesta aparecen en la portada de la partitura de Carolina in the Morning en 1922.

| We Won't Have To Sell The Farm (No Tendremos que Vender la Granja) | Ben Bernie & All The Lads | 21 de agosto de 1933     | Columbia 2804-D, mx.W-152462-3 |
| The Duke Is On A Bat Again (El Duque Batea Nuevamente)             | Ben Bernie & All The Lads | 21 de agosto de 1933     | Columbia 2809-D, mx.W-152475   |
| Ain't That Marvelous (No es Maravilloso?)                          | Ben Bernie & All The Lads | 21 de agosto de 1933     | Columbia 2809-D, mx.W-152476-2 |
| This Is Romance (Esto es Romance)                                  | Voc. Frank Prince         | 19 de septiembre de 1933 | Columbia 2820-D, mx.W-152502-2 |
| You Gotta Be A Football Hero (Tienes Que Ser Un As del Football)   | Ben Bernie & All The Lads | 19 de septiembre de 1933 | Columbia 2820-D, mx.W-152503-1 |
| Shanghai Lil                                                       | Ben Bernie & All The Lads | 26 de septiembre de 1933 | Columbia 2824-D, mx.W-152512   |
| Who's Afraid Of The Big Bad Wolf (Quién le Teme al Lobo Feroz?)    | Ben Bernie & All The Lads | 26 de septiembre de 1933 | Columbia 2824-D, mx.W-152513   |